# Robert Costanza
Robert Costanza (né le 14 septembre 1950 à Pittsburgh) est un des fondateurs de l'Économie écologique. Il est actuellement professeur d'économie publique à la Crawford School of Public Policy (en) à l'Université nationale australienne.

## Biographie
Costanza est né en 1950 à Pittsburgh en Pennsylvanie. Après des études supérieures en architecture et en urbanisme à l'Université de Floride, il obtient son doctorat en 1979 en écologie systémique à l'Université de Floride. Il a commencé sa carrière universitaire en 1984, dans l'Université de Louisiane, comme assistant dans un Centre de recherche maritime et côtière, là où il a publié ses premiers travaux d'économie dans le domaine environnemental. Puis après sa nomination en 1988 à l'Université du Maryland, il a été successivement professeur, directeur de son institut d'économie écologique (The University of Maryland Institute for Ecological Economics) puis, à partir d'août 2002, professeur d'économie écologique à l'Université du Vermont et directeur de son Institut Gund pour l'économie écologique. De 2010 à 2012, il est devenu ensuite professeur d'économie à l'Université d'État de Portland dans l'Oregon. Depuis 2013, il a rejoint l’École de Politique publique de Crawford à l'Université Nationale d'Australie.
Il contribue à l'institutionnalisation de l'économie écologique comme société savante comme cofondateur et ancien président de l'International Society for Ecological Economics (ISEE) et rédacteur en chef de la revue Ecological Economics, depuis sa création en 1989 jusqu'en 2002.

## Travaux
Ses recherches transdisciplinaires se rapportent à deux thèmes majeurs: 
- l'analyse et la modélisation intégrées ainsi que les dynamiques des systèmes socio-écologiques, comprenant la compréhension, la modélisation, la valorisation et la gestion des systèmes complexes sur de multiples échelles spatiales et temporelles.
- la compréhension et la mesure du bien-être humain et environnemental de manière plus intégrée, en incluant les actifs du capital bâti, humain, social et naturel, ainsi que leurs interactions et leurs services. Ses travaux portent sur la transdisciplinarité, l'écologie systémique, l'économie écologique, les services écosystémiques, l'écologie du paysage, la modélisation socio-écologique intégrée, l'analyse énergétique, la politique environnementale, les structures incitatives et les institutions[3].

## Publications importantes
Robert Costanza est l'auteur et le co-auteur de 22 livres et de plus de 400 publications scientifiques.

### Une sélection de livres importants
- 1991, Ecological economics: The science and management of sustainability, Columbia University Press, New York, 525 pp.
- 1992, avec Bryan Norton et Ben Haskell, Ecosystem health: new goals for environmental management.
- 1996, avec Olman Segura et Juan Martinez-Alier, Getting down to earth: practical applications of ecological economics
- 1997, avec John Cumberland, Herman Daly, Robert Goodland et Richard Norgaard, An Introduction to Ecological Economics
- 2000, avec Tom Prugh et Herman Daly, The local politics of global sustainability.
- 2007, avec Lisa Graumlich et Will Steffen, Sustainability or Collapse? An Integrated History and Future of People on Earth.
- 2011, direction avec G. Alperovitz, H. Daly, J. Farley, C. Franco, T. Jackson, I, Kubiszewski, J. Schor, et P. Victor, Vivement 2050 ! - Programme pour une économie soutenable et désirable, Trad. fr. par l'Institut Veblen, Les Petits Matins, Paris.
- 2015, avec CUMBERLAND John H., DALY Herman, GOODLAND Robert, NORGAARD Richard B., KUBISZEWSKI Ida, and FRANCO Carol. An Introduction to Ecological Economics. Second Edition. Boca Raton, Florida: CRC Press, Taylor & Francis Group, 2015.

### Un choix d'articles importants
- 1996, Costanza R., "Ecological economics: reintegrating the study of humans and nature", Ecological Applications  6:978-990 (1996);
- 1997, Costanza R. et al., "The value of the world's ecosystem services and natural capital", Nature  387:253-260 (1997)
- 1998, Costanza R. et al., "Principles for sustainable governance of the oceans", Science  281:198-199 (1998)
- 2008, Costanza R., Une excellent synthèse en 6 pages de l'économie écologique, Current History.
- 2010, Costanza R. et al., The perfect spill: solutions for averting the next Deepwater Horizon, Solutions.

## Sources
- Curiculum vitae détaillé sur le site de l'Université du Vermont